# Леонінський мур

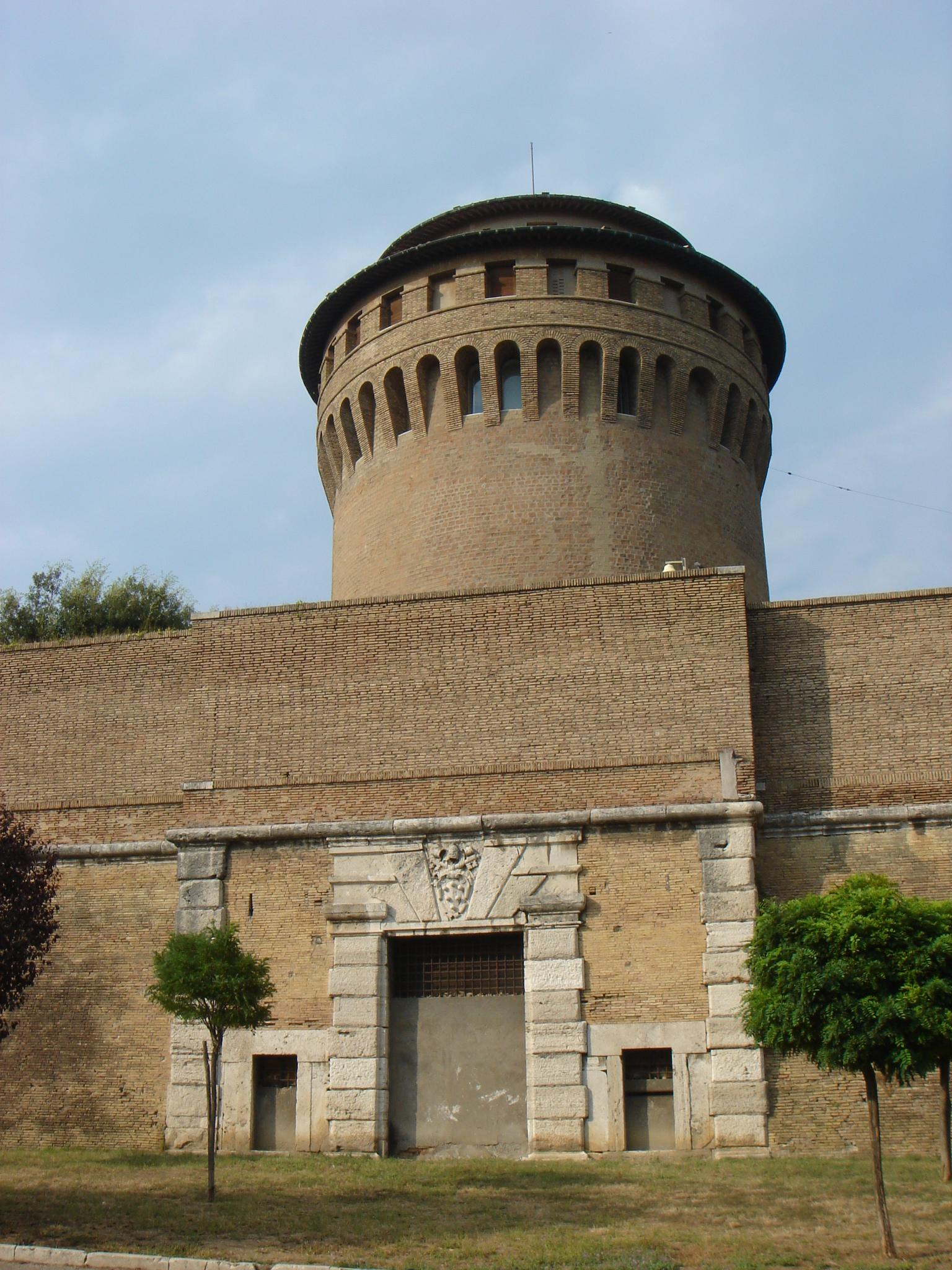

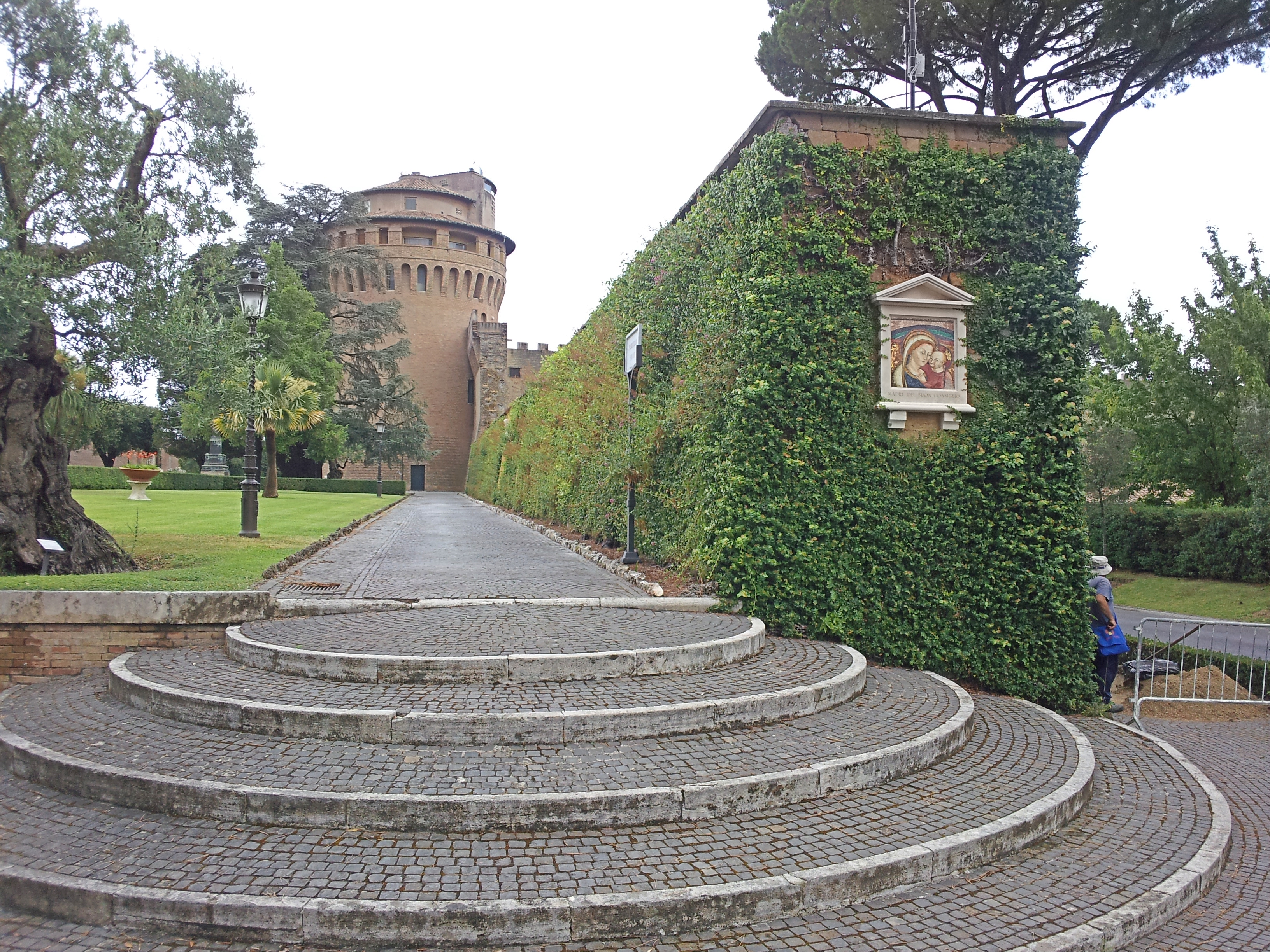
Стіна та башта святого Івана всередині ватиканських садів

Леонінський мур (італ. Mura leonine) — середньовічна стіна в Римі та Ватикані.
Оточує римський район Борґо і більшу частину держави Ватикан. Залишки частини цього муру розташовані в західному секторі Папського міста-держави, на території  Ватиканських садів. Раніше служила зовнішньою межею Ватикану.

## Історія
Споруджена в 848-852, коли Ватикан перебував ще поза фортечними мурами Риму, за вказівкою папи Льва IV для захисту від нападів арабів-мусульман, що приходили морем. Безпосередньою причиною для початку будівництва стало розграбування Рима в 846 сарацинами. Житловий район всередині муру згодом став називатися Леоградом (містом Лева, лат. Civitas Leonina).